# Rhinoneura villosipes
Rhinoneura villosipes – gatunek ważki z rodziny Chlorocyphidae.